# Mikael Fagerholm
Lars-Mikael Fagerholm, född 1964 i Saltvik, är en finländsk operasångare (tenor). 
Efter studier i Stockholm, där han även tillhörde operakören, har Fagerholm sedan 1992 varit engagerad vid operan i Oslo och därpå vid Folkoperan i Stockholm sedan 2000, varvid han har utfört huvudroller i verk av bland andra Georges Bizet, Wolfgang Amadeus Mozart, Giacomo Puccini och Giuseppe Verdi. Han har även gästspelat i Finland (Svenska Teatern i Helsingfors 2002) samt framträtt i oratorier och som konsertsångare, särskilt på Åland.